# بيتر جارفيس
بيتر جارفيس (بالإنجليزية: Peter Jarvis)‏ هو فنان إيقاعي وملحن أمريكي، ولد في 1959 في هاكينساك في الولايات المتحدة.

## وصلات خارجية
- بيتر جارفيس على موقع IMDb (الإنجليزية)